# Bantam (Kokosovi otoci)
Bantam Village je najveće naselje na Kokosovim otocima u Australiji. Nalazi se na Home Islandu i ima populaciju od oko 448, uglavnom Malajci. Europska Unija je ranije navodila Bantam kao glavni grad Kokosovih otoka.

## Klima
Budući da se nalazi unutar tropskih geografskih širina, otok ima tople i stalne temperature tijekom cijele godine.